# NGC 5044
NGC 5044 ist eine Elliptische Galaxie mit aktivem Galaxienkern vom Hubble-Typ E0 im Sternbild Jungfrau auf der Ekliptik. Sie ist schätzungsweise 119 Millionen Lichtjahre von der Milchstraße entfernt und hat einen Durchmesser von etwa 110.000 Lichtjahren. 

Im selben Himmelsareal befinden sich u. a. die Galaxien NGC 5046, NGC 5047, NGC 5049, NGC 5035.
Das Objekt wurde am 31. Dezember 1785 vom deutsch-britischen Astronomen Wilhelm Herschel mit einem 18,7-Zoll-Spiegelteleskop entdeckt, der sie dabei mit „pB, pL, R, bM“ beschrieb.

## NGC 5044-Gruppe (LGG 338)
| Galaxie   | Alternativname | Entfernung/Mio. Lj |
| --------- | -------------- | ------------------ |
| NGC 5044  | PGC 46115      | 119                |
| NGC 5017  | PGC 45900      | 109                |
| NGC 5049  | PGC 46166      | 130                |
| PGC 45257 | MCG -3-33-31   | 123                |
| PGC 45650 | MCG -3-34-4    | 109                |
| PGC 45877 | MCG -3-34-14   | 113                |
| PGC 46261 | MCG -3-34-41   | 113                |
| PGC 45958 | MCG -2-34-10   | 107                |
| PGC 46402 |                | 106                |